# Folkvisa
Folkvisa är en visa eller sång av anonym eller okänd upphovsman som inte föreligger i någon auktoriserad ursprunglig form utan i ett antal varianter, uppkomna genom muntlig tradering. Begreppet har sitt ursprung i tyskans Volkslied, vilket myntades 1779 av Johann Gottfried Herder.